# Муртазалієв Муса Далгатович
Муса Далгатович Муртазалієв (рос. Муса Далгатович Муртазалиев; нар. 26 травня 1988, Хасав'юрт, Дагестанська АРСР) — російський і вірменський борець вільного стилю, триразовий призер чемпіонатів Європи.

## Біографія
Боротьбою займається з 2001 року. Вихованець СДЮШОР імені Ш. Умаханова, Хасав'юрт. Тренери: Абдурахман Мірзаєв, Магомед Гусейнов. Спочатку виступав за російську збірну. З 2011 року захищає кольори збірної Вірменії. Двічі входив у десятку найкращих спортсменів Вірменії.
Старший брат — Махач Муртазалієв, борець вільного стилю, що захищає кольори збірної Росії, дворазовий чемпіон світу, чотириразовий чемпіон Європи, бронзовий призер Олімпійських ігор.

## Спортивні результати на міжнародних змаганнях

### Виступи на Чемпіонатах світу
| Змагання                        | Збірна   | Вагова категорія          | Місце |
| ------------------------------- | -------- | ------------------------- | ----- |
| Чемпіонат світу з боротьби 2011 | Вірменія | вільна боротьба, до 74 кг | 13    |
| Чемпіонат світу з боротьби 2013 | Вірменія | вільна боротьба, до 84 кг | 11    |
| Чемпіонат світу з боротьби 2014 | Вірменія | вільна боротьба, до 86 кг | 27    |
| Чемпіонат світу з боротьби 2015 | Вірменія | вільна боротьба, до 86 кг | 28    |

### Виступи на Чемпіонатах Європи
| Змагання                         | Збірна   | Вагова категорія          | Місце  |
| -------------------------------- | -------- | ------------------------- | ------ |
| Чемпіонат Європи з боротьби 2011 | Вірменія | вільна боротьба, до 74 кг | Срібло |
| Чемпіонат Європи з боротьби 2012 | Вірменія | вільна боротьба, до 74 кг | 8      |
| Чемпіонат Європи з боротьби 2013 | Вірменія | вільна боротьба, до 84 кг | Срібло |
| Чемпіонат Європи з боротьби 2014 | Вірменія | вільна боротьба, до 86 кг | Бронза |

### Виступи на Європейських іграх
| Змагання              | Збірна   | Вагова категорія          | Місце |
| --------------------- | -------- | ------------------------- | ----- |
| Європейські ігри 2015 | Вірменія | вільна боротьба, до 86 кг | 8     |

### Виступи на інших змаганнях
| Змагання                                                        | Збірна   | Вагова категорія          | Місце  |
| --------------------------------------------------------------- | -------- | ------------------------- | ------ |
| Турнір Шаміля Умаханова 2008                                    | Росія    | вільна боротьба, до 74 кг | 5      |
| Турнір Яшара Догу 2011                                          | Вірменія | вільна боротьба, до 74 кг | Золото |
| Турнір Алі Алієва 2011                                          | Вірменія | вільна боротьба, до 74 кг | Бронза |
| Київський Міжнародний турнір з боротьби 2011                    | Вірменія | вільна боротьба, до 74 кг | Бронза |
| Олімпійський кваліфікаційний турнір з боротьби 2012 (Тайюань)   | Вірменія | вільна боротьба, до 74 кг | 4      |
| Олімпійський кваліфікаційний турнір з боротьби 2012 (Гельсінкі) | Вірменія | вільна боротьба, до 74 кг | 12     |
| Турнір Олександра Медведя 2012                                  | Вірменія | вільна боротьба, до 84 кг | 7      |
| Турнір Степана Саргісяна 2012                                   | Вірменія | вільна боротьба, до 74 кг | Золото |
| Гран-прі «Іван Яригін» 2013                                     | Вірменія | вільна боротьба, до 84 кг | 23     |
| Київський Міжнародний турнір з боротьби 2013                    | Вірменія | вільна боротьба, до 84 кг | Золото |
| Літня Універсіада 2013                                          | Вірменія | вільна боротьба, до 84 кг | 11     |
| Турнір Дана Колова — Николи Петрова 2014                        | Вірменія | вільна боротьба, до 86 кг | 5      |
| Турнір міста Сассарі з боротьби 2014                            | Вірменія | вільна боротьба, до 86 кг | 7      |
| Турнір Степана Саргісяна 2014                                   | Вірменія | вільна боротьба, до 86 кг | Бронза |
| Henri Deglane Challenge 2014                                    | Вірменія | вільна боротьба, до 86 кг | 8      |
| Турнір Олександра Медведя 2015                                  | Вірменія | вільна боротьба, до 86 кг | 31     |
| Турнір Степана Саргісяна 2015                                   | Вірменія | вільна боротьба, до 86 кг | Бронза |
| Київський Міжнародний турнір з боротьби 2016                    | Вірменія | вільна боротьба, до 86 кг | 5      |
| Олімпійський кваліфікаційний турнір з боротьби 2016 (Зренянин)  | Вірменія | вільна боротьба, до 86 кг | 13     |
| Олімпійський кваліфікаційний турнір з боротьби 2016 (Стамбул)   | Вірменія | вільна боротьба, до 86 кг | 25     |